# Xã Mill Creek, Quận Izard, Arkansas
Xã Mill Creek (tiếng Anh: Mill Creek Township) là một xã thuộc quận Izard, tiểu bang Arkansas, Hoa Kỳ. Năm 2010, dân số của xã này là 2.173 người.